# 朗科镇区
朗科镇区是缅甸掸邦朗科县下辖的一个镇区，治所位于朗科。